# 朝鲜非法活动
朝鲜民主主义人民共和国非法活动指外界声称的非法毒品贸易、冒牌货贸易、人口贩卖、武器贩卖、野生动物贩卖、制造假币（尤其是美元和人民币）、恐怖主义活动等。相关活动据传由朝鲜民主主义人民共和国政府及执政党朝鲜劳动党指挥控制，用来推动核武器及常规武器的生产、供精英过上奢靡的生活、推动国家经济发展。

## 综述
有别于一般的犯罪组织，这些非法活动涉及范围十分广，得到最高政府批准和指挥:1，使得朝鲜被定义为“主权犯罪国家”:3。然而，参与这些犯罪活动的政府级别仍存在一些疑问。部分评论人认同朝鲜政府负责印制假钞、贩卖人口、贩售武器等活动，但对于1990年代公有经济崩溃后参与毒品贸易的政府级别留有疑问，因为自那时起准私人及私人黑市陆续出现，部分高级官员可能会为了一己私利参与非法贸易:6。
另一方面，英国学者黑兹尔·史密斯（Hazel Smith）认为有关指控缺乏确凿证据，多半是美国政府官员及脱北者的说法，而且很少有刑事定罪。她质疑外界假设这些活动由朝鲜政府指挥。俄罗斯朝鲜问题专家安德烈·兰科夫认为这些非法活动永远不会变成利益颇丰的硬通货收入渠道，而是借用国际社会的谴责换取边际效益。他认为走私活动肯定不是给政权赚取钞票，而是外交官在资金链切断后谋生的手段。

## 39号室
39号室是维护朝鲜领导人外汇行贿基金的主要政府部门，负责监督政府的所有非法活动（除了有独立负责部门的军队），包括制假、制毒。2010年，报道指该部门设有17个境外分支，控制着100家贸易公司及银行。截至2009年，该办公室据指拥有超过50亿美元的资产，当中大部分分散在澳门、香港及欧洲的银行。
2014年8月，朝鲜大成银行高级代表尹泰亨（Yun Tae-hyong）携带500万美元资金逃往俄罗斯。其所属银行据传受39号办公室控制。
2015年，欧盟宣布制裁朝鲜国民保险公司，认为该公司与39号办公室有关联。这家在德国汉堡及英国伦敦设有办事处的公司据报从事诈骗保险市场、投资房地产及外汇等业务，2014年持有7.87亿英镑的资产。

## 毒品贸易
朝鲜的非法毒品贸易据传可追溯到1970年代，涵盖非法毒品的生产、销售及走私环节，同时也会伪造其他合法的药物。生产活动最初在群山环抱的咸镜北道和两江道展开，其中又以金日成亲自批准的Yonsah村鸦片农场为主要生产地点:20。
为了掩盖制毒工业，朝鲜政府设立了掩护机构，譬如由朝鲜劳动党外事部控制、进行秘密活动的柳京公司。这家公司在朝鲜国内拥有大片土地，专门用来种植鸦片，每年为金正日送去私人使用、价值数千美元的硬通货。有别于其他公司，柳京公司没有进出口配额限制。
据脱北者尹容松（Yoon Yong-sol）介绍，大饥荒期间，许多人抱怨说政府应该让他们种粮食，而不是鸦片，但中央政府的指示说种植鸦片能获得高达10倍的收入，从而用这些钱来买粮食。赚取硬通货的唯一方式是毒品:22。
1990年代末，消息指朝鲜开始使用俗称“冰毒”的甲基苯丙胺。根据艾萨克·斯通·费什（Iasac Stone Fish）在《外交政策》杂志撰写的文章，朝鲜的冰毒制造由化学家及半失业的科学家完成。冰毒在朝鲜一般被当成“药物”，助长了它的传播。2000年代中，鸦片的制造与销售下降，冰毒变得普遍。为了赚取急需的现金，朝鲜开始向海外销售冰毒，最初是向中国销售国营实验室生产的毒品。尽管如此，艾萨克还是在报道中承认自己不知道朝鲜内部的制毒情况。
2004年，中国正式承认朝鲜毒品问题的存在，其中吉林省是朝鲜最重要的转运点。当局曾在2009年采取“堵毒源、断通道、肃场所”的专项禁毒行动，但始终未能禁绝。此外冰毒的生产、储存、融资和销售遍及菲律宾、美国、香港、泰国、西非等多个国家和地区。2010年，五名朝鲜国民涉嫌将40磅（约18.1公斤）的甲基苯并胺走私到美国，以每磅3万美金的价格销售，被美国方面起诉。
2001年，非法毒品的营收在500万到10亿美元之间。《华盛顿邮报》2013年的一篇文章估计冰毒每年的利润在1亿到2亿美元之间。
1977年到2003年间，20多名朝鲜外交官、特务及贸易官员在数十个国家走私毒品，被串谋定罪、拘禁或逮捕。2004年，朝鲜驻埃及大使馆职员因走私15万片氯硝西泮被抓获，同年保加利亚大使馆职员持有50多万片苯甲锡林（合成兴奋剂芬乃他林的商品名）被捕，涉案金额约700万美元:37。朝鲜政府称这些行为是个人所为，不是国家指挥:17。
朝鲜人权委员会表示外交官的贩毒活动自2001年以来已经停止，重点是生产供其他犯罪组织走私的毒品:18。
2003年，朝鲜商船峰秀号因进口海洛因，被澳大利亚当局拦截。该商船涉嫌走私125公斤海洛因，涉案金额1.6亿澳元。四名上岸的男子被定罪，船上四名官员被赦免。

## 制假

### 假钞
制造假钞的业务据传于1970年代在金正日的指挥下开展，尽管当时生产的钞票质量不高。从那时起，在39号办公室的管辖下，朝鲜政府开始运用更为复杂的技术伪造50美元及100美元钞票。1994年，香港及澳门当局逮捕5名携带大量美元假钞的朝鲜外交官及贸易代表团成员，涉案总值约43万美元，史称“超級美鈔事件”。制造假钞的主要原因有二，一是向美国发动经济战，二是帮助缓解朝鲜国内的经济问题。美利坚大学巴尔比娜·黄（Balbina Hwang）博士表示朝鲜在2001年流通了1亿美元的假币。相关收益每年约1500万到2500万美元。2013年，美国推出重新设计的100美元纸币。新版纸币防伪技术升温，有助于防止朝鲜制造的“超级美元”重现。值得一提的是，朝鲜非制止假币国际公约的缔约国。
安德烈·兰科夫认为伪造超级美元的证据仅仅是表面证据。朝鲜政策研究院的格雷戈里·埃利希（Gregory Elich）认为相关指控毫无证据。他认为，朝鲜使用的凸版印刷技术产自1970年代，无法用来印刷超级美元，再加上朝鲜很难生产纸张和墨水。另外，他表示超级美元的制造数量很少，不太能带来经济效益。

### 伪造合法药物
朝鲜涉嫌伪造春药西地那非的案例有几起，包括2004年首尔一名男子持有4000片伪造西地那非药片被逮捕、2005年日本报告朝鲜在清津市的工厂制造西地那非，在香港出售，卖给东南亚国家（包括中国）和中东的客人:38。

### 伪造香烟
假烟对朝鲜来说也是有利可图的商品。假烟贸易从1990年代开始，2002年中国政府清理大量假烟产业后大幅度增长。清理行动后中国的假烟工厂转移到朝鲜:32。在2006年的国会听证会上，美国国务院的彼得·A·普拉哈尔（Peter A. Prahar）提到朝鲜有多达12家假烟工厂，年产量高达数十亿包。这些工厂由朝鲜军方负责运营。主要生产基地据报位于罗先市，另外据脱北者所述平壤也有:33。
1995年，中华民国政府拦截了一艘货船，没收了船上20个装有假冒香烟包装的集装箱，这些包装足以生产200万箱流行的日本及英国品牌香烟:32。2004年，越南、台湾、菲律宾及新加坡当局纷纷扣押的装有假冒香烟的集装箱:33。2006年美国国会的一场听证会透露各地录得1300起查获朝鲜制造万宝路香烟的事件:35。每年制造假烟的收益在8000万到1.6亿美元之间:36。

## 人口贩卖
自2007年起，朝鲜被美国国务院《人口贩运报告》列为“第三级”国家，即不遵守人口贩运法律。朝鲜是性贩卖及強迫勞動人口的来源国，其中强迫劳动人口在国内和国外都有。强迫劳工的目标国包括波兰、马耳他、俄罗斯、中国、蒙古、中亚、欧洲、非洲及中东等地。
朝鲜政府声称这些人是“合同工”，但报告指他们实际上是被强迫劳动，活动及通讯遭到严格监控，被派到海外的人无法选择工种，也不会获得劳动报酬。据估计约有数千名朝鲜人在俄罗斯从事伐木、建筑和农业等行业，每年只有两天假期，未完成目标会面临惩罚。
朝鲜未签署联合国2000年的《预防、禁止和惩治贩运人口（特别是妇女和儿童）议定书》。

## 军火贸易
1980年代，朝鲜成为主要第三世界国家的合法军火商，出口相对便宜、技术简单但可靠的武器。两伊战争期间，朝鲜向伊朗出口约90%的武器。1981年到1989年间，朝鲜在军火贸易方面的利润约40亿美元。
朝鲜在核扩散及导弹技术方面的记录广为人知，其中2001年的导弹销售收入就高达5.6亿美元。2006年朝鲜核试验后，国际社会开始限制或阻止朝鲜出口各类武器、原材料及技术。早在联合国制裁前，日本、美国等国家就采取单边手段限制有关活动。目前联合国禁止朝鲜销售小型武器、轻武器在内的所有武器:14。为了规避制裁，朝鲜设立了庞大且复杂的军火销售网络，利用前线公司及大使馆进行贸易。2014年联合国一份报告指叙利亚、缅甸、厄立特里亚、坦桑尼亚、埃塞俄比亚、索马里及伊朗疑似向朝鲜购买武器。

### 事例
到2010年，被禁的小型武器及弹药的销售相对缩减，其中2007年向巴西出口4.55万美元、2006年向阿联酋出口310万美元、2005年向埃塞俄比亚出口36.44万美元、2005年向墨西哥出口12.14万美元:14。
2009年，三艘运载朝鲜武器的船只被拦截。西方和以色列的情报官员认为这些武器计划由真主党和哈马斯接收:7。
2009年12月，泰国拦截一艘从平壤出发的包机，上面装有35吨常规武器，包括面對空飛彈。
2012年，联合国报告一艘从韩国釜山港出发、前往叙利亚的中国货轮被拦截，上面装有445个朝鲜制造的石墨圆柱体，可用于生产弹道导弹。
2013年，朝鲜货轮清川江号被巴拿马扣押，上面装有发往古巴的武器。
2016年8月，美国情报部门追踪到一艘權宜船旗为柬埔寨的轮船从朝鲜出发，前往埃及，搭载2.4万枚火箭推進榴彈及另外6000枚流弹的组件。相关产品据称由埃及一家私人企业订制，实际客户据信为埃及陆军。货物价值约2300万美元。

## 野生动物贸易
过去30年来，至少18名朝鲜外交官因走私犀牛角及象牙被抓，真实数量可能更多。另据脱北者透露，这些犀牛角和象牙从安哥拉、埃塞俄比亚、刚果民主共和国、南非及莫桑比克等非洲国家走私。这类活动风险低，但获益颇丰。

## 规避制裁
据联合国专家小组2019年4月透露，朝鲜开发出众多手段及复杂的组织网络规避对朝鲜的制裁，尤其是煤炭及石油方面的禁运令。相关手段包括伪造文件、在海上秘密进行船对船转运、使用别国的国旗逃避检查等。
2019年5月，美国表示扣押一艘无视制裁命令运送煤炭的朝鲜货船。美国司法部表示这艘名叫“智诚号”的货量重达17061吨，是朝鲜最大的货船之一，2018年4月被印度尼西亚首次扣留，现归美国所有。

## 政治动机活动

### 恐怖主义
1988年，因涉嫌参与仰光爆炸事件及大韩航空858号班机爆炸案，朝鲜被美国列为支持恐怖主义的国家。2008年，时任美国总统乔治·沃克·布什同意在朝鲜履行承诺公开核计划、重新启动废除核设施进程后将其从名单上去除，但其后敌对行为持续，加上外界担忧朝鲜可能向恐怖组织出售核武器，一直有呼声建议将朝鲜重新列入。
2017年，因应金正男遇刺事件、参与叙利亚内战、与伊朗关系密切、支持哈马斯等伊斯兰恐怖组织，朝鲜被重新列为支持恐怖主义的国家。

### 跨境绑架
1977年至1983年间，朝鲜绑架了多位日本公民。朝鲜承认绑架了13名日本公民，日本方面则称有17人被绑架。另有9名欧洲人据指被朝鲜绑架。绑架目的包括将被绑架人用作翻译或老师、嫁为人妻、利用他们的身份开展其他秘密行动。朝鲜战争期间，朝鲜大约绑架了82959名韩国人，战后另外有489人被绑架。

### 黑客攻击
据网络安全专家透露，朝鲜拥有一支训练有素的黑客大军，可以破坏敌方计算机网络，窃取金钱和敏感数据。2000年代，朝鲜被指多次发动网络攻击，攻击韩国等地。
2014年索尼影业遭黑客攻击后，美国政府官员认为朝鲜政府是事件的“主要领导”。白宫官员表示事件是“严重的国家安全问题”，联邦调查局认为朝鲜政府与事件有联系。
黑客攻击也已经成为朝鲜的主要收入来源，每年能赚取数百亿美元，真实数目不得而知。这使得黑客攻击成为比贩卖武器及相关军事服务还要大的收入来源。黑客攻击的目标一般是外国银行、微交易平台和加密货币平台，先是盗取金钱，再拿去洗钱。2018年10月8日，彭博新闻社称网络安全公司火眼发现朝鲜的一个黑客组织在2014年到2018年间连续攻击全球银行，至少盗走11亿美元。
2019年，联合国朝鲜问题专家小组发表报告，称朝鲜通过网络犯罪活动筹集了20亿美元。
2021年2月，韩国国家情报院向韩国国会议员举行闭门简报会，介绍朝鲜从辉瑞公司窃取2019冠状病毒病疫苗技术的行为。

## 国际反应
针对朝鲜问题，联合国安全理事会通过多项决议，包括1993年5月的第825号决议、2006年7月的第1695号决议、2009年6月的第1874号决议、2013年3月的第2094号决议及2017年8月的第2371号决议。若国际社会全面执行第1874号决议，朝鲜方面估计将损失1.5亿至37 亿美元:4。
1950年朝鲜战争爆发以来，美国对朝鲜实施禁运，禁运范畴及有关制裁措施随后不断加大，以此打击朝鲜的各种非法活动和持续的攻击行为。
2005年，美国政府根据《美國愛國者法案》第311条冻结朝鲜在滙業銀行的2500万美元现金。美国财政部认为朝鲜将这些现金用于非法活动:13。
2010年，时任美国总统贝拉克·奥巴马签署第13551号行政命令，打击朝鲜武器进出口、奢侈品进口等业务，以及洗钱、伪造商品货币、走私大宗现金和毒品等非法活动。

## 延伸阅读
- Chestnut, Sheena. . International Security. 2007, 32 (1): 80–111. ISSN 0162-2889. S2CID 57559037. doi:10.1162/isec.2007.32.1.80.
- (PDF).  1. Washington: United States Department of State. 2017: 143. （原始内容 (PDF)存档于2017-05-04）.